# Beanie Feldstein
Elizabeth Greer Feldstein (Los Angeles, 24 de junho de 1993), mais conhecida como Beanie Feldstein, é uma atriz americana. Ela é mais conhecida por interpretar Monica Lewinsky em Impeachment: American Crime Story.

## Filmografia

### Cinema
| Ano  | Título                       | Papel            |
| ---- | ---------------------------- | ---------------- |
| 2016 | Neighbors 2: Sorority Rising | Nora             |
| 2017 | The Female Brain             | Abby             |
| 2017 | Lady Bird                    | Julie Steffans   |
| 2019 | Booksmart                    | Molly            |
| 2019 | How to Build a Girl          | Johanna Morrigan |
| 2021 | The Humans                   | Brigid           |
| 2024 | Drive-Away Dolls             | Sukie            |

### Televisão
| Ano       | Título                            | Papel                       | Notas                                       |
| --------- | --------------------------------- | --------------------------- | ------------------------------------------- |
| 2002      | My Wife and Kids                  | Beanie                      | Episódio: "Crouching Mother, Hidden Father" |
| 2015      | Orange Is the New Black           | Garota da festa em 2004     | Episódio: "Where My Dreidel At"             |
| 2015      | The Devil You Know                | Lydia Harris                | Episódio: "Pilot"                           |
| 2015      | Fan Girl                          | Anna                        | Telefilme                                   |
| 2017      | Will & Grace                      | Stella                      | Episódio: "Who's Your Daddy"                |
| 2019      | What We Do in the Shadows         | Jenna                       | 4 episódios                                 |
| 2020      | The Simpsons                      | Terapeuta de grupo de apoio | Episódio: "Frinkcoin"                       |
| 2020      | Grey's Anatomy                    | Tess Anderson               | Episódio: "Snowblind"                       |
| 2021      | Impeachment: American Crime Story | Monica Lewinsky             | 10 episódios                                |
| 2021-2023 | Harriet the Spy                   | Harriet                     | 20 episódios                                |
| 2024      | Life & Beth                       | Terapeuta                   | Episódio: "This Soup Is Gonna Be Good"      |
| 2025      | Only Murders in the Building      |                             |                                             |

### Videoclipes
| Ano  | Título           | Artista(s)           |
| ---- | ---------------- | -------------------- |
| 2018 | "Girls Like You" | Maroon 5 ft. Cardi B |

## Teatro
| Ano  | Título        | Papel       | Notas    |
| ---- | ------------- | ----------- | -------- |
| 2017 | Hello, Dolly! | Minnie Fay  | Broadway |
| 2022 | Funny Girl    | Fanny Brice | Broadway |